# Vendeuvre (entreprise)
Pour les articles homonymes, voir Vendeuvre (homonymie).
Installés à Vendeuvre-sur-Barse dès 1837, les établissements de constructions mécaniques de Vendeuvre se nomment initialement les établissements « Protte », du nom du fondateur Jean-Baptiste Protte. Ils fabriquent alors du matériel de battage. Quelques machines à vapeur et locomobiles plus tard, l'entreprise produit au début du XXe siècle des batteuses individuelles à moteur à pétrole. Le premier tracteur équipé du moteur Diesel est produit en 1952.
En 1958, l'entreprise est rachetée par Allis-Chalmers.
La marque a été déposée à nouveau le 1er juin 2018 par la société 2 SI PROD (numéro SIREN 800 837 866) sous le numéro INPI 4457949[source insuffisante].

## Galerie

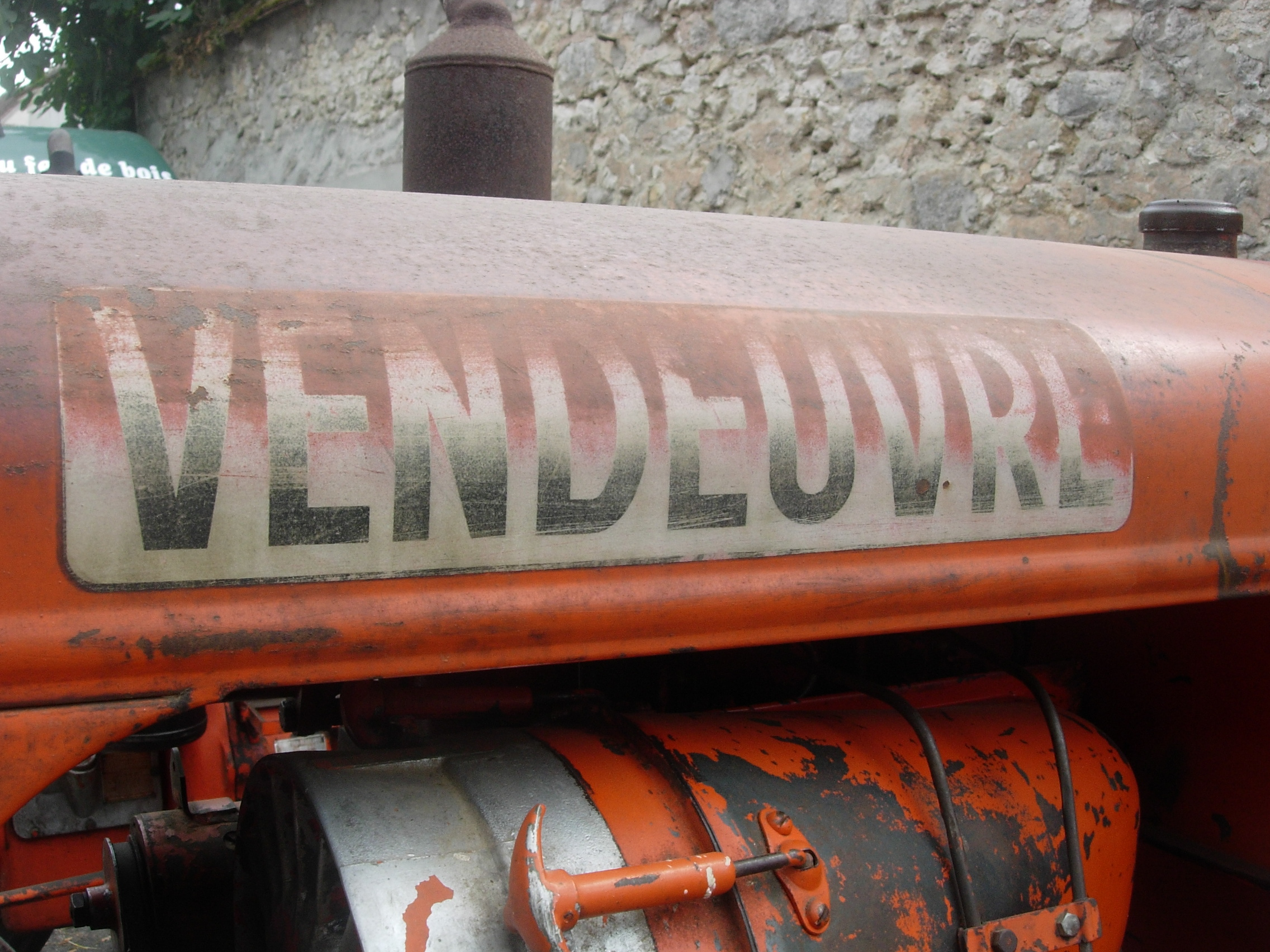
Logo.
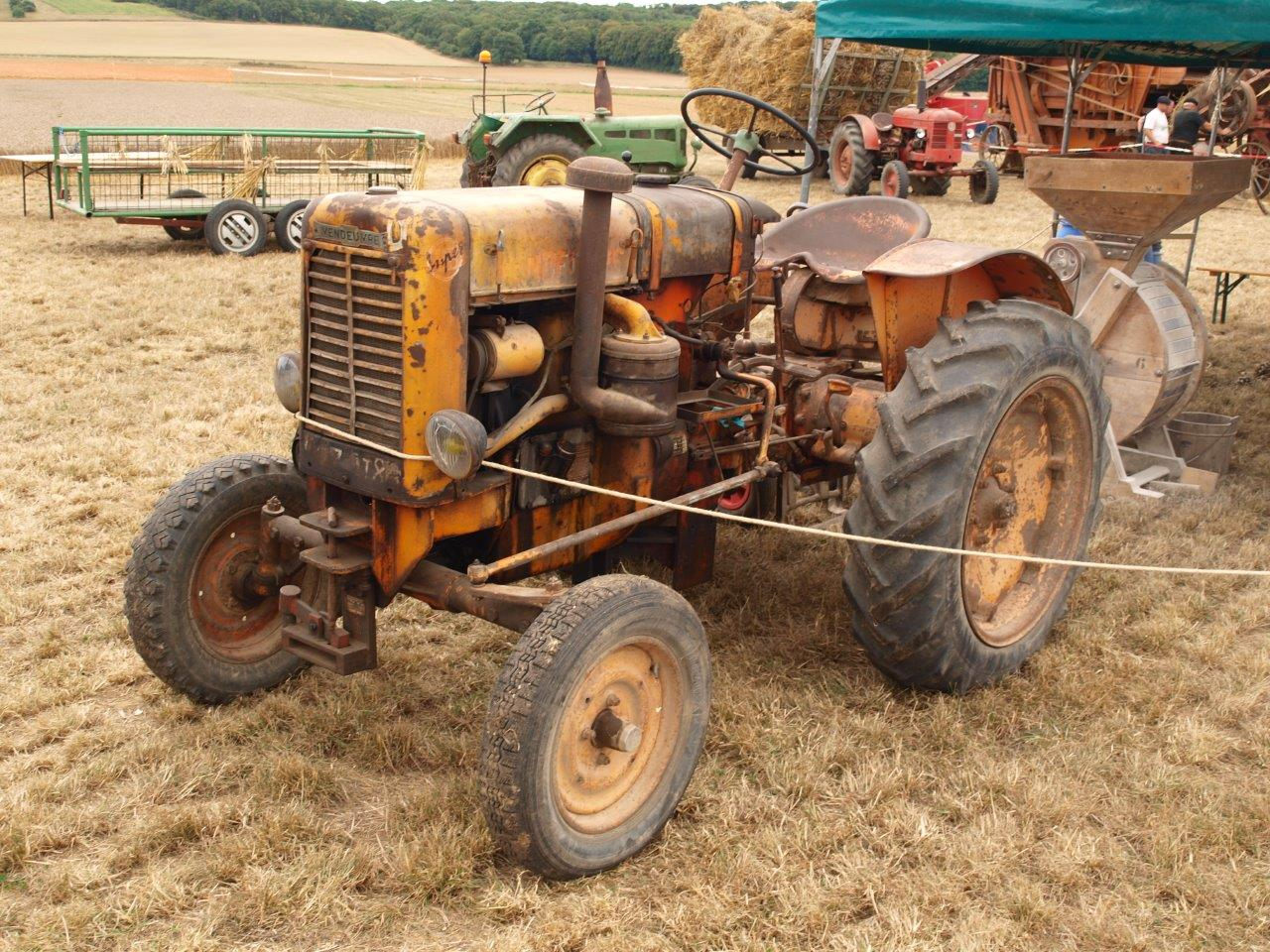
Vieux Super (1954 - 1957).
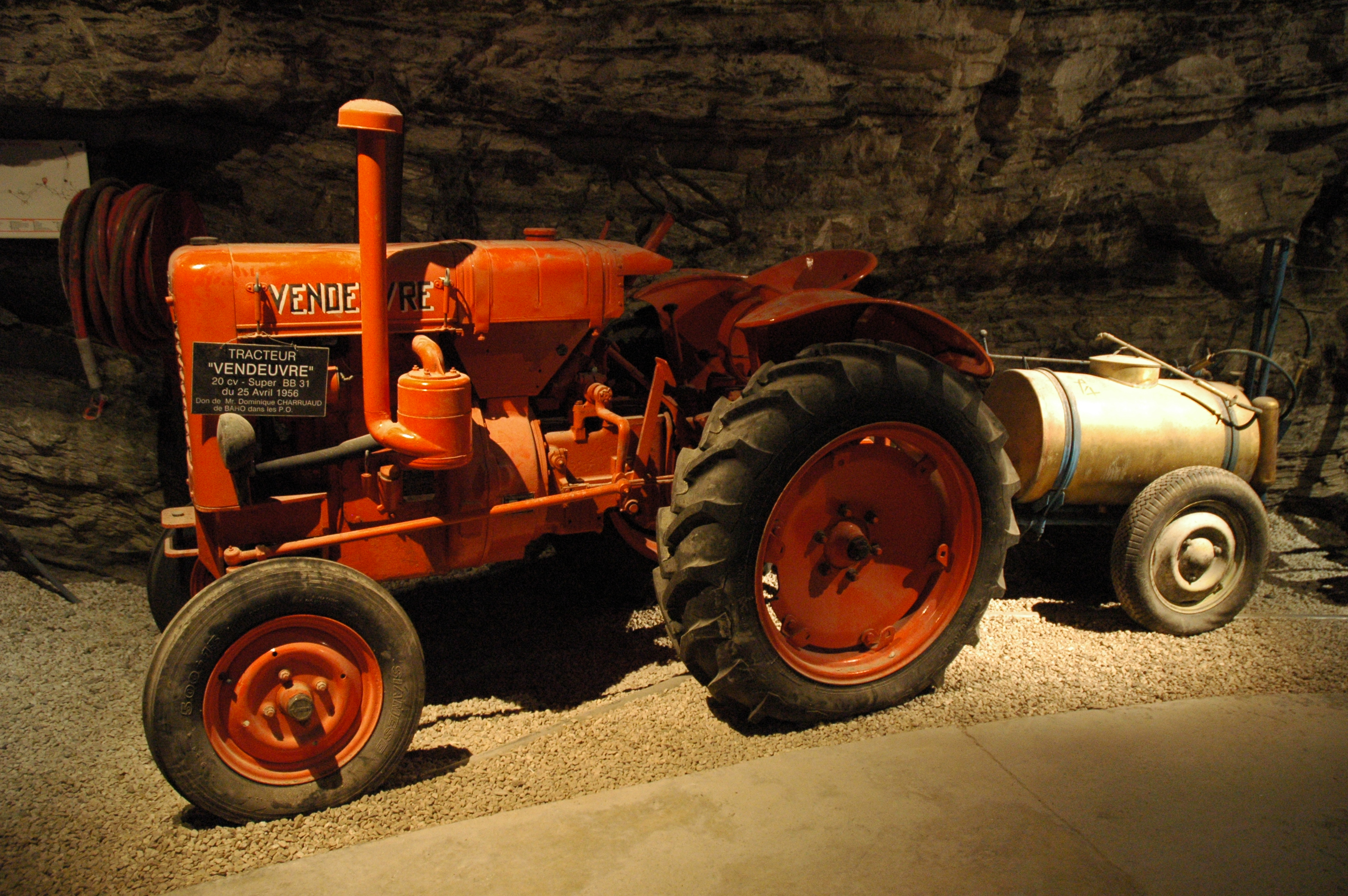
Super BB 31 de 1956.
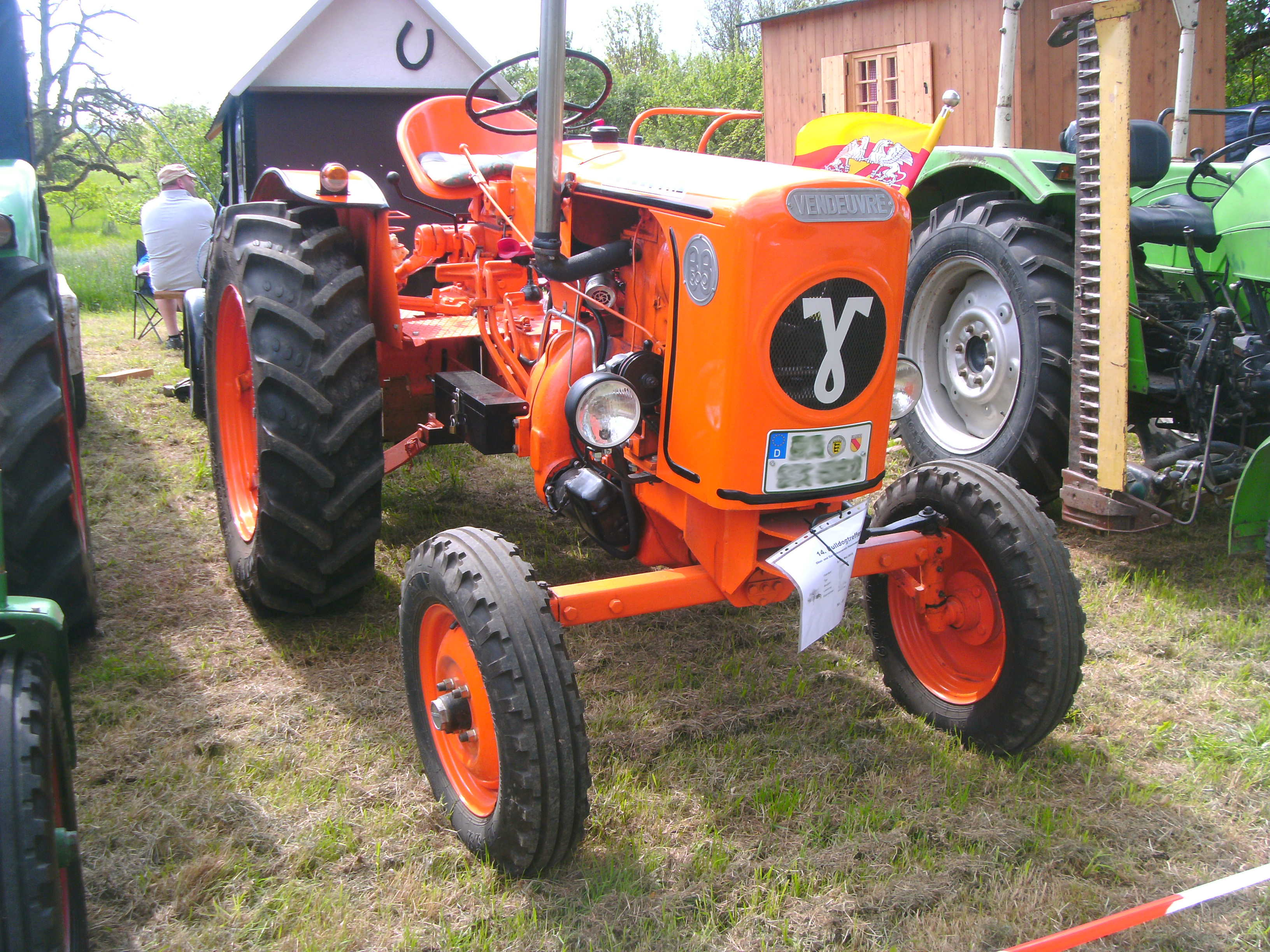
BB500 de 1956.
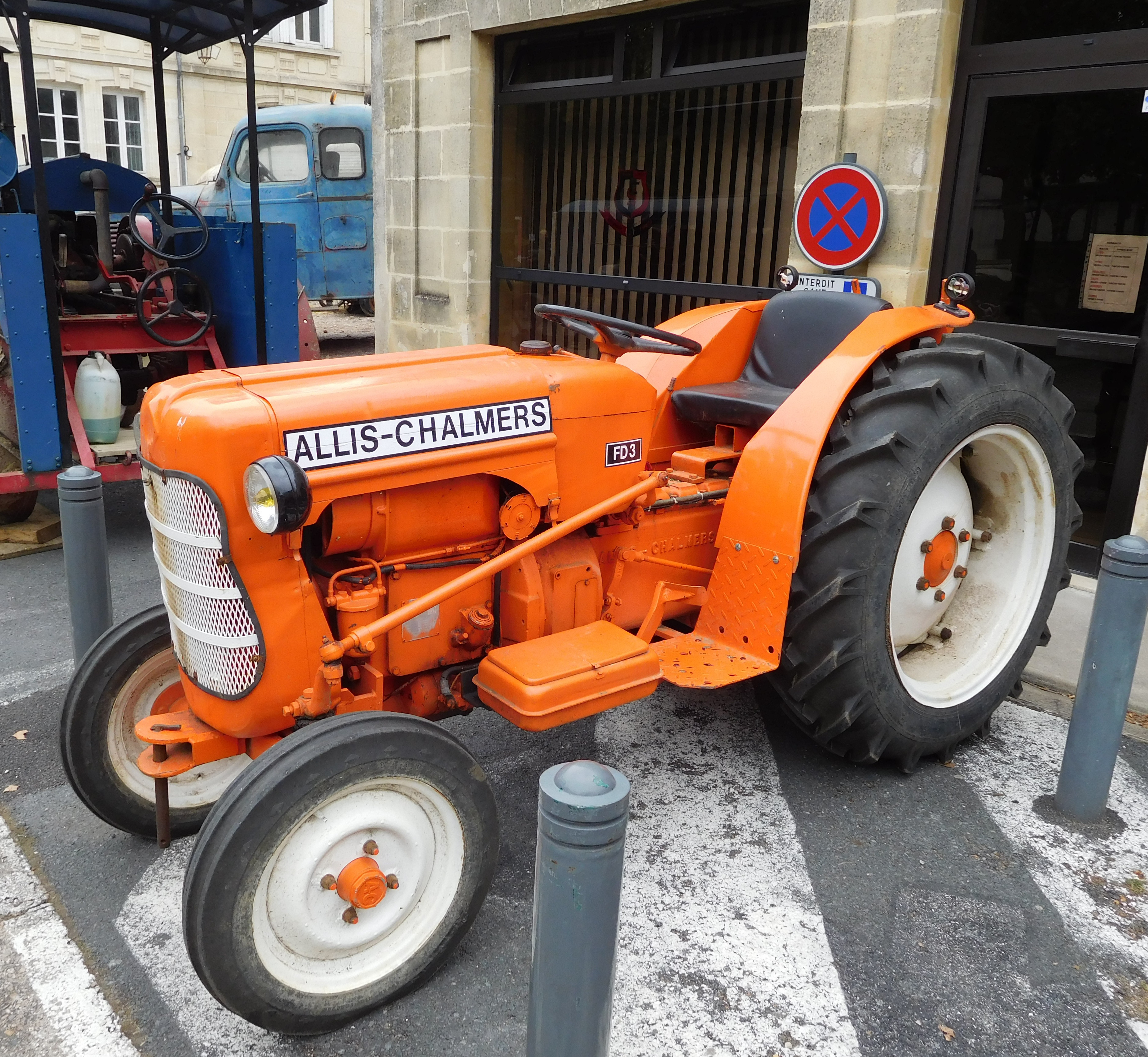
Allis-Chalmers FD3 de 1957, moteur Vendeuvre 2,5 l Diesel.
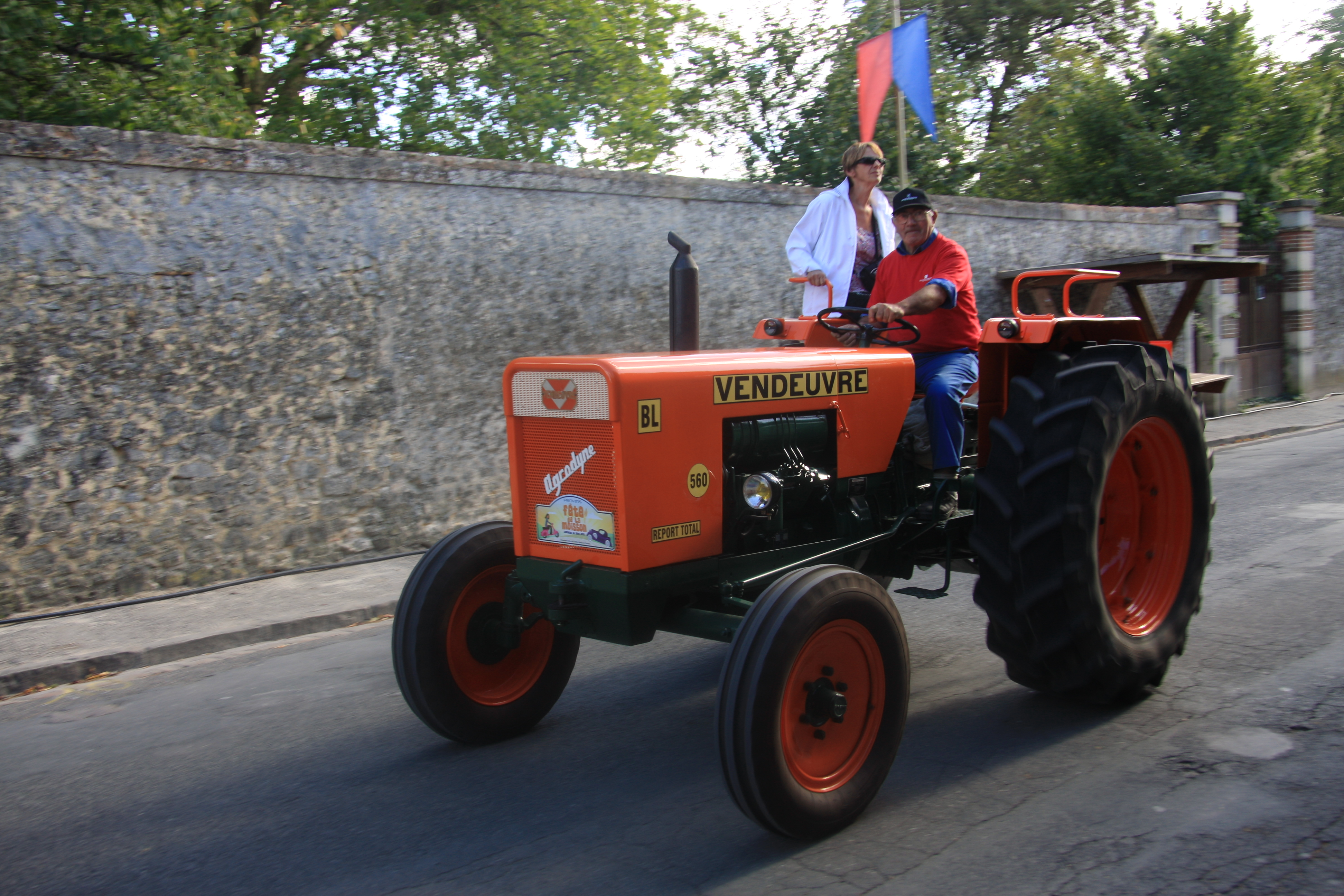
BL 560 (1962 - 1964).
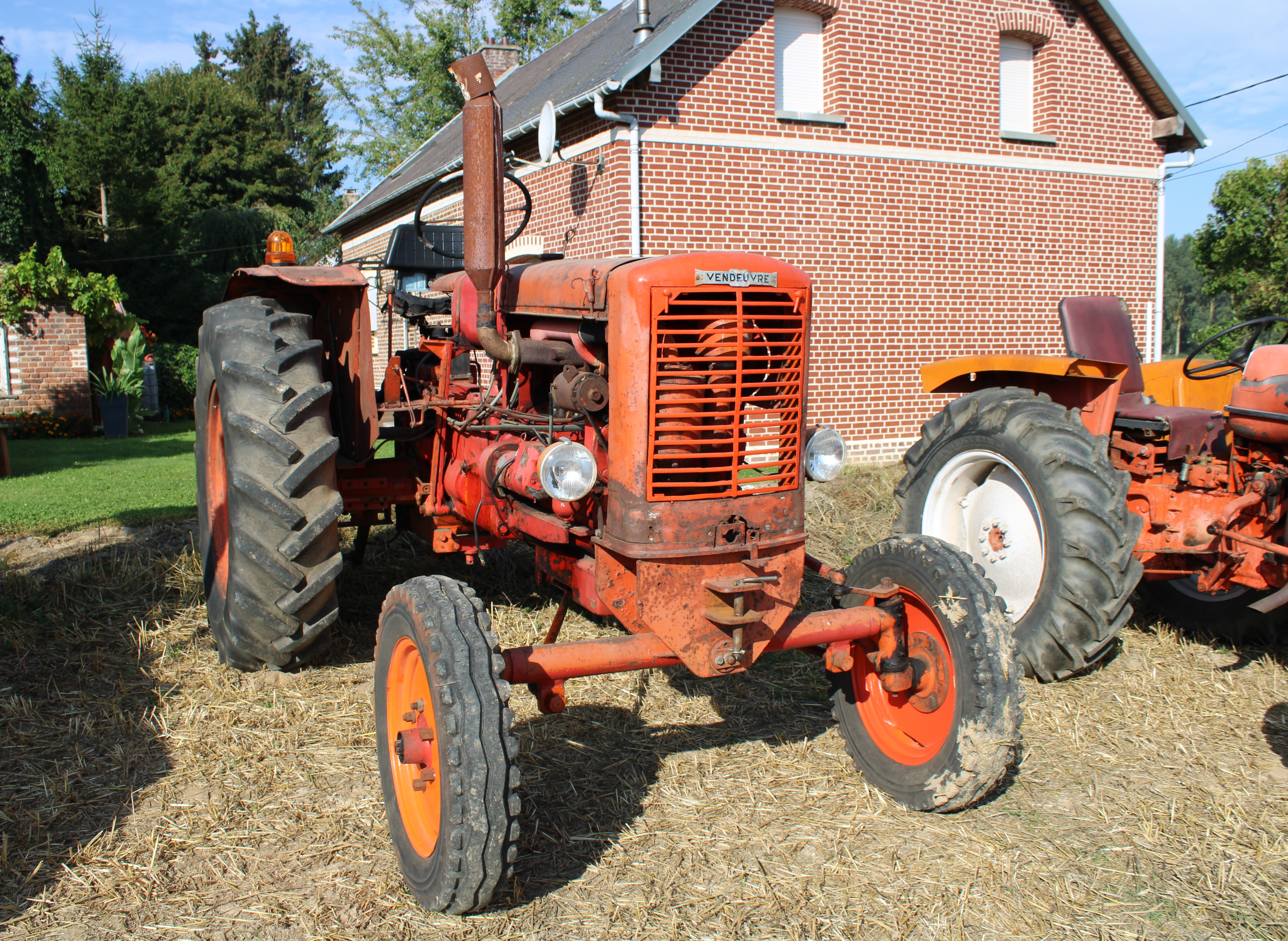
Pontru (France), Fête de la moisson 2019.
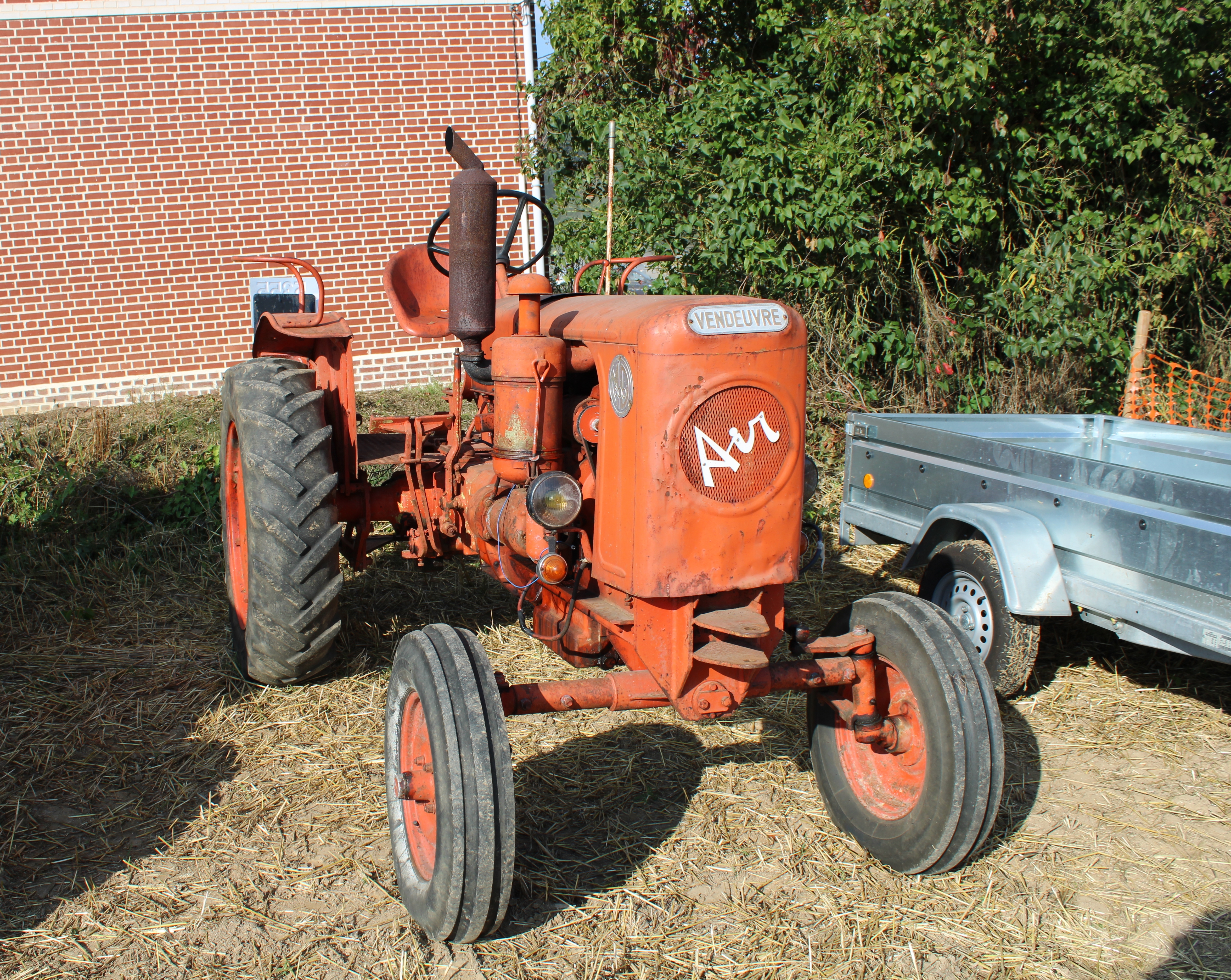
Pontru, Fête de la moisson 2019.
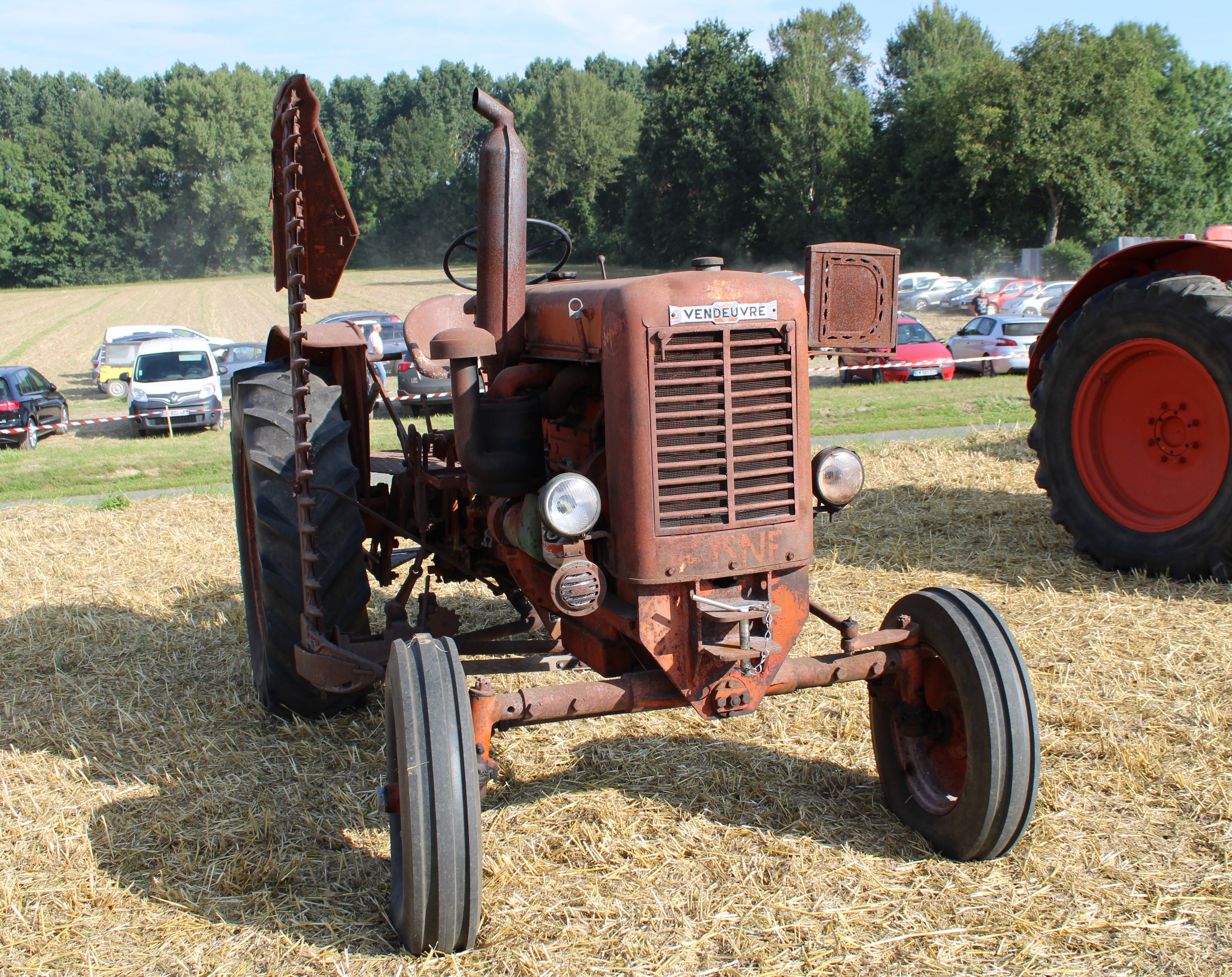
Pontru, Fête de la moisson 2019.
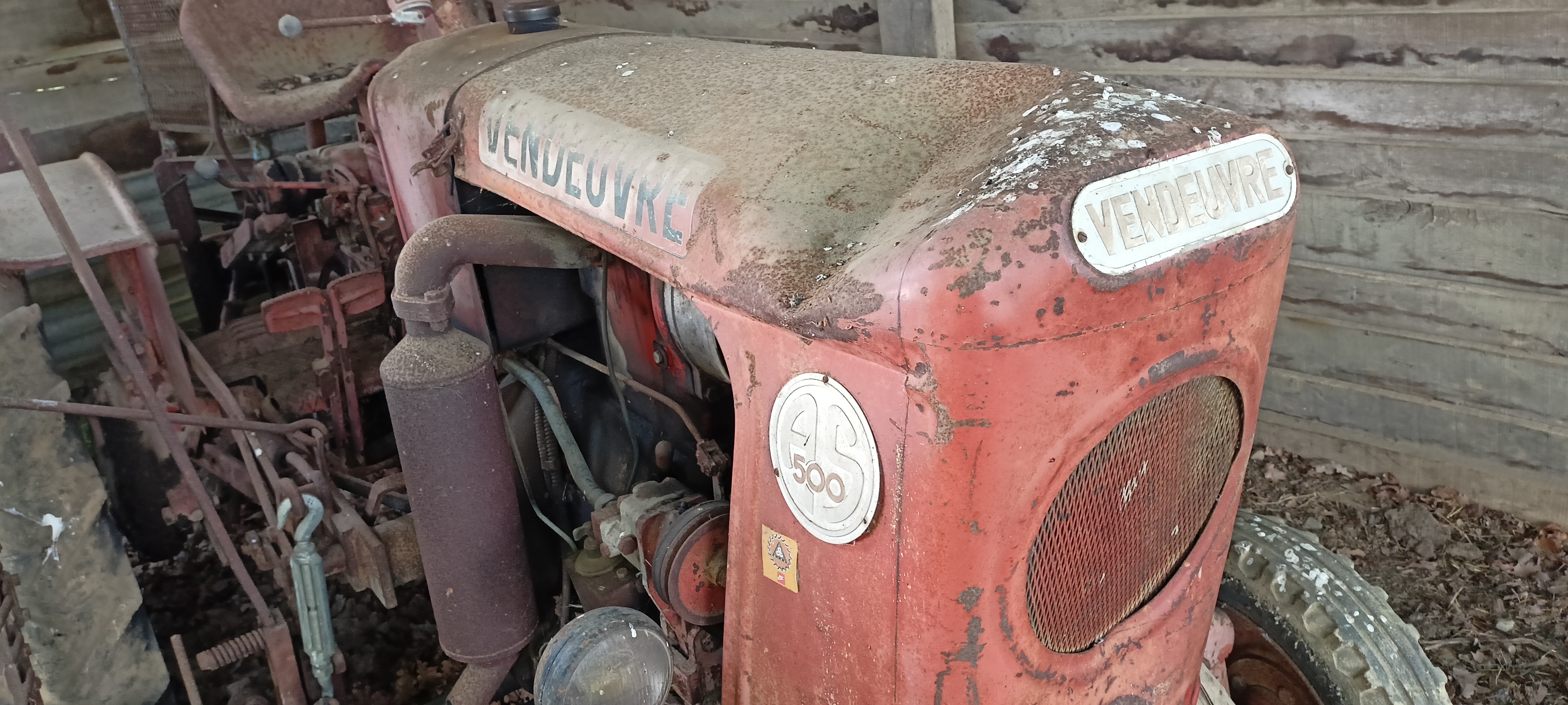
Épave de tracteur Vendeuvre AS500.